# Hemera

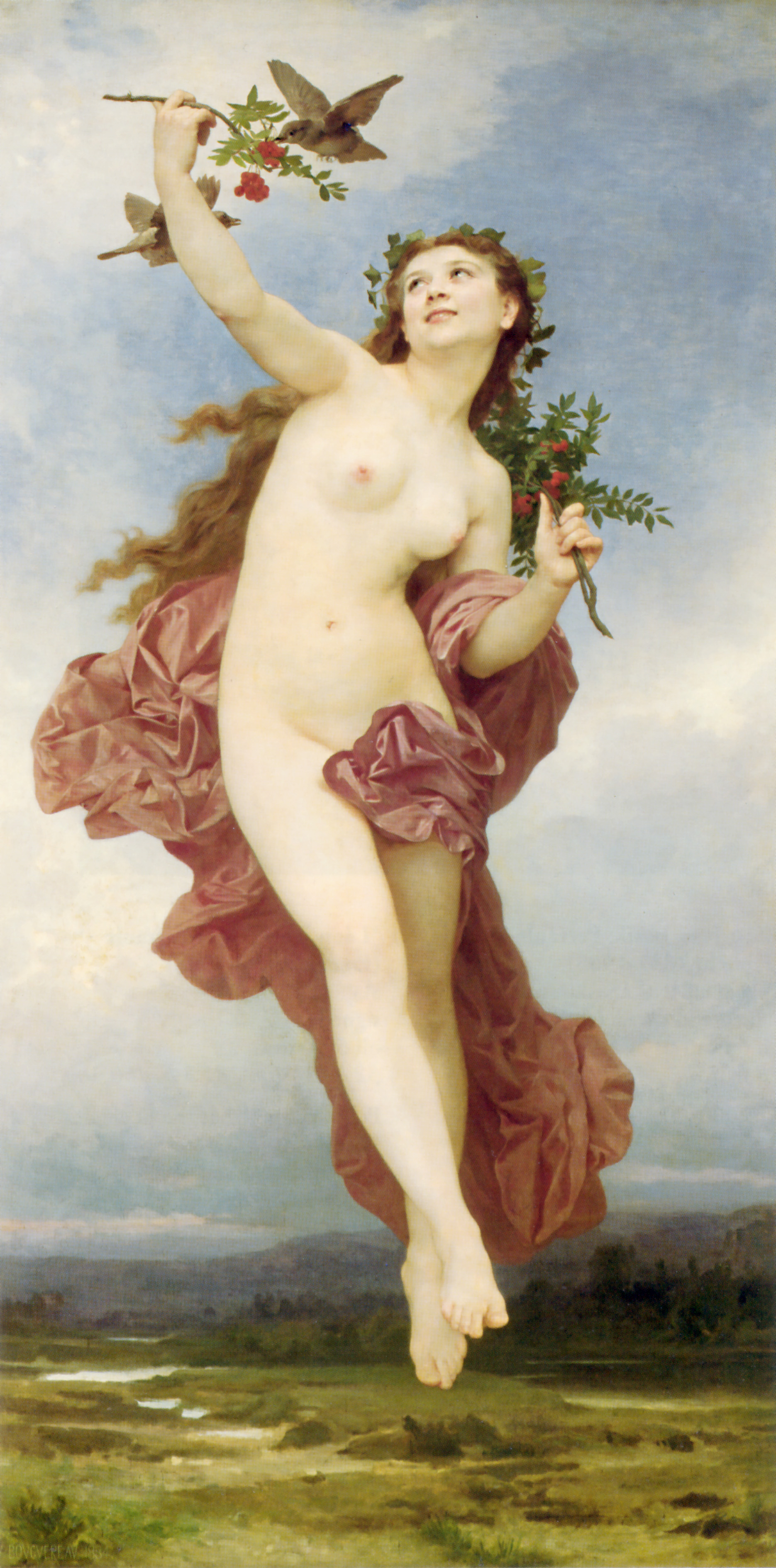
Hemera, por William-Adolphe Bouguereau (1884).

En la mitología griega, Hemera, Hémera o simplemente Día (en griego: Ἡμέρα, Hēméra; o Ἀμαρ, Ámar), era una diosa primordial y la personificación del «día». Hemera era la equivalente femenina de su hermano y consorte de Éter (la luz o cielo luminoso), pero ninguno de ellos figuraba activamente en la mitología o el culto. Como diosa primordial suele aparecer en los relatos cosmogónicos. Su equivalente romana era Dies.

## Como personificación
Según Hesíodo, Hemera era hija de Érebo (la Oscuridad) y Nix (la Noche) y hermana del Éter. El poeta Baquílides afirma aparentemente que sus padres eran la Noche y el Tiempo. A veces se dice que Hemera es hija de Helios sin citar la consorte. En cuanto a su descendencia, los poetas griegos no le asociaba prole alguna. Por lo menos Evémero de Mesia dice que la palabra brotós («mortal») proviene de un tal Broto, que para Hesíodo era hijo de Éter y de Hémera. De forma dudosa pudiera ser que en la Titanomaquia Hémera y Éter fueran los padres de Urano. Como diosa del día, Hemera salía del Tártaro justo cuando Nix entraba en él, y ésta volvía a salir cuando Hemera regresaba. Así en la Teogonía:

Allí donde la Noche y la Luz del día (Hemera) se acercan más y se saludan entre ellas pasando alternativamente el gran vestíbulo de bronce. Cuando una va a entrar, ya la otra está yendo hacia la puerta, y nunca el palacio acoge entre sus muros a ambas, sino que siempre una de ellas fuera del palacio da vueltas por la tierra y la otra espera en la morada hasta que llegue el momento de su viaje.

## Identificación con la Aurora
Aunque en la Teogonía Hemera y Eos son diosas diferentes, lo cierto es que algunos poetas y artistas griegos y romanos la confundían con la Aurora. Por ejemplo, Pausanias dice que secuestró a Céfalo y su hijo fue Faetonte. Hace esta identificación con Eos tras mirar los azulejos del pórtico real de Atenas, donde se ilustraba el mito de Eos y Céfalo. Vuelve a hacer esa identificación en Amiclas y en Olimpia, tras observar las estatuas y las imágenes en las que aparece Hemera (Eos) suplicando por la vida de su hijo Memnón. Un escoliasta de la Odisea especifica que de acuerdo a Euforión, Hémera se prendó de Orión y lo raptó para sí misma.

## Otros personajes homónimos
En algunas versiones tardías se dice que, entra varias opciones para mencionar a los padres de Yasión, este pudiera ser hijo de Zeus y la ninfa Hemera. Eustacio aclara que Hemera es otro nombre, acaso local, de Electra.